# Clã
I Clã sono un gruppo musicale portoghese formato da Fernando Gonçalves, Hélder Gonçalves, Manuela Azevedo,  Miguel Ferreira, Pedro Biscaia e Pedro Rito nel 1992.

## Storia

### Gli esordi
I Clã si sono formati nel novembre del 1992 per mano di Hélder Gonçalves (piccolo basso elettrico e voce) che convoca, per dare corpo al suo progetto, Miguel Ferreira (tastiera e voce), Pedro Biscaia (tastiera), Pedro Rito (basso), Fernando Gonçalves (bateria) e Manuela Azevedo (voce).
Nel 1994 iniziarono a tenere concerti e nel 1995 firmarono un contratto discografico con la EMI-Valentim de Carvalho cominciando in quello stesso anno le registrazioni del loro disco di esordio.
L'album di esordio, LusoQUALQUERcoisa, viene pubblicato il 14 febbraio 1996, e accosta a 13 brani originali le cover di Give Peace a Chance di John Lennon e di Donna Lee di Charlie Parker. Sono estratti da questo album i singoli Pois É e Novas Babilónias.
Ad aprile del 1997 registrano nell'Auditorium di Antena 3 uno spettacolo costituito da versioni acustiche delle canzoni del CD LusoQUALQUERcoisa. A questo concerto prende parte la cantante Maria João nell'interpretazione di una versione del tema Pois É.
Il secondo album, Kazoo, viene registrato velocemente in tre settimane durante il 1997 e pubblicato il 15 settembre di quell'anno. Di nuovo con la produzione di Mário Barreiros e Carlos Tê (questa volta responsabile di tutti i testi musicali), questo lavoro presenta dodici nuove canzoni e una versione di I'm Free di Mick Jagger e Keith Richards. Di quest'album furono scelti i singoli GTI (Gentle, Tall & Intelligent), Problema de Expressão e Sem Freio. Con Kazoo, i Clã iniziano un tour di più di due anni, con più di 100 spettacoli in Portogallo, passando anche per Macao e Brasile.
Il progetto  Afinidades, spettacolo commissionato da Expo 1998 vede la partecipazione di Sérgio Godinho e debutta a settembre 1998. A gennaio del 1999 viene presentato a Porto, in tre notti con vendite esaurite nel teatro Rivoli.
Nel 1999 partecipano al disco omaggio agli Xutos & Pontapés - XX Anos XX Bandas, con la versione del tema Conta-me Histórias, scelto come primo singolo della raccolta.

### Gli anni Duemila

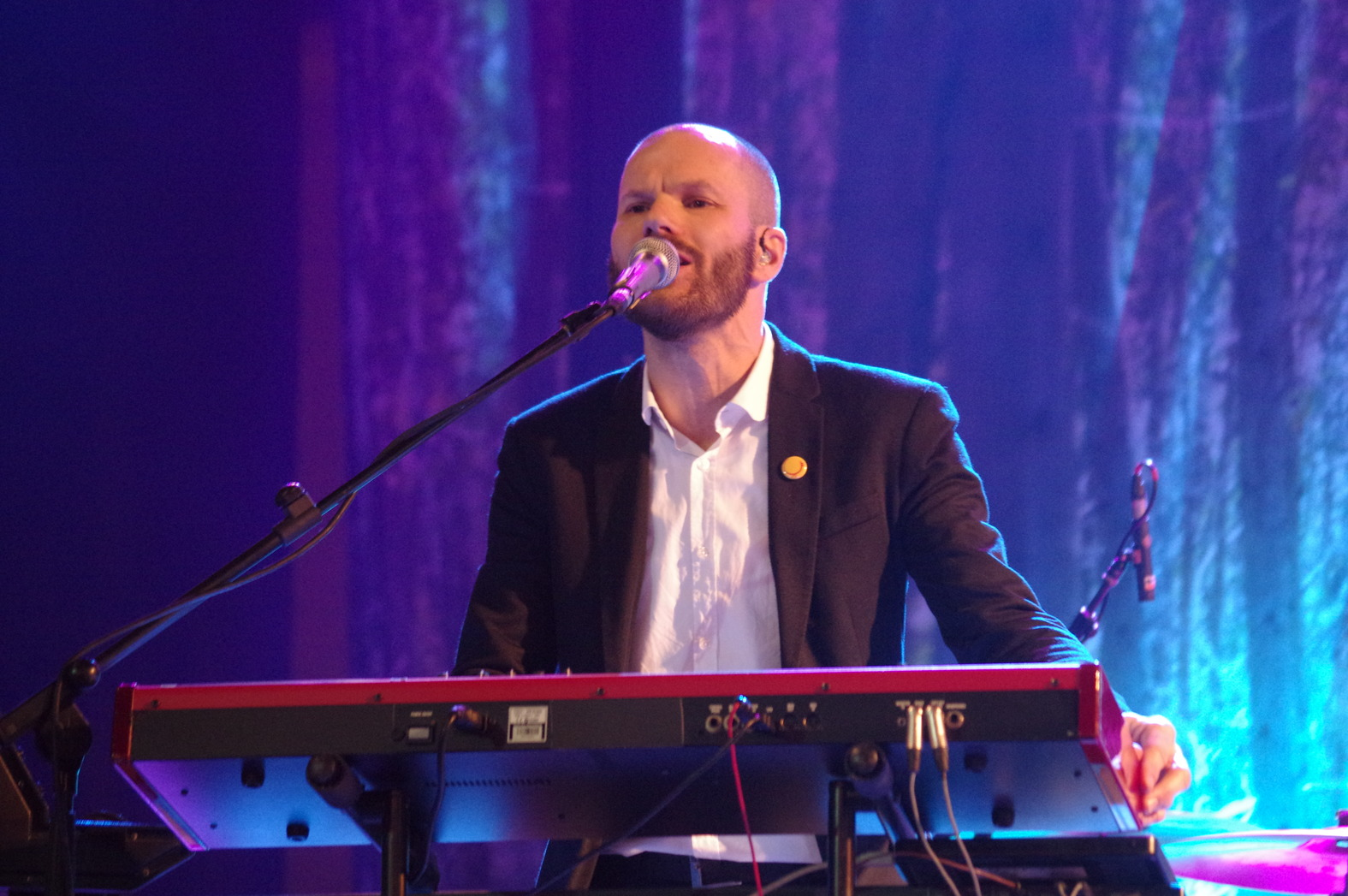
Miguel Ferreira, tastierista e voce

Il terzo album Lustro viene pubblicato il 22 maggio 2000. Questo lavoro ha come novità la collaborazione di compositori come Sérgio Godinho, Manel Cruz (del gruppo Ornatos Violeta) e del brasiliano Arnaldo Antunes così come la partecipazione di Carlos Tê nella maggior parte dei testi musicali. Dançar na Corda Bamba, il primo singolo estratto da questo disco, è un grande successo, consolidando il riconoscimento della banda da parte della critica e del pubblico. A settembre dello stesso anno O Sopro do Coração viene estratto come secondo singolo dell'album.
Partecipano in Ar de Rock - 20 anos depois, disco omaggio a Rui Veloso e al disco Ar de Rock, con una rivisitazione del tema Bairro do Oriente.
Il 4 dicembre i Clã tengono il primo concerto col loro nome nell'Aula Magna, con la partecipazione speciale di Manuel Cruz, Nuno Rafael, Maria João & Mário Laginha e Adolfo Luxúria Canibal (del gruppo Mão Morta).
A dicembre, Lustro ottiene il disco d'oro. H2Omem, con testi di Arnaldo Antunes, viene lanciato come terzo singolo.
Partecipano nel marzo 2001 negli spettacoli Come Together in omaggio ai Beatles. A Hard Days Night, Lucy in the Sky With Diamonds e Everybody's Got Something to Hide sono i temi musicali interpretati dai Clã.
Il 13 maggio dello stesso anno partecipano a Cannes allo spettacolo successivo alla proiezione ufficiale del film Vou para Casa di Manoel de Oliveira.
Il gruppo partecipa all'edizione del 2001 del Festival de Vilar de Mouros.
Il 30 ottobre esordisce al Teatro Rivoli, in occasione di Porto 2001, il film-concerto Nosferatu com la colonna sonora del gruppo.
Nel dicembre del 2001 viene pubblicato l'album Afinidades registrato nei concerti del 1999 al Teatro Rivoli. Il disco diventa rapidamente disco d'oro.
L'album Lustro viene pubblicato anche in Francia il 22 gennaio 2002, dopo una presentazione da parte del gruppo nella Sala Le Divan du Monde, a Parigi, su invito dell'Associazione Cap Magellan. Il 27 giugno, i Clã si presentano a Bordeaux, nell'ambito del Festival Bordeaux Fête Le Vin e il giorno dopo, in Sala Razzmatazz, a Barcellona.
Il 27 febbraio 2003 il gruppo presenta a Lisbona, al Fórum Lisboa, il film-concerto Música Para Nosferatu, davanti ad una sala esaurita.
Nel frattempo partecipano al disco Irmão do Meio di Sérgio Godinho, uscito in aprile, co una nuova versione di Dancemos No Mundo.
Il 3 maggio 2004 viene pubblicato l'album Rosa Carne. Il primo singolo è Competência Para Amar con testo di Carlos Tê. Le canzoni del disco sono di Hélder Gonçalves che ha co-prodotto il disco con Mário Barreiros e inoltre, firma il testo di Pas de Deux. Gli altri testi sono di Carlos Tê, Sérgio Godinho, Arnaldo Antunes, Adolfo Luxúria Canibal, Regina Guimarães e John Ulhoa (elemento del gruppo brasiliano Pato Fu).
Il 26 novembre il gruppo presenta il disco Rosa Carne al Centro Cultural Olga Cadaval, a Sintra, con la partecipazione di Arnaldo Antunes e Paulo Furtado.
Il CD-doppio Vivo viene pubblicato a ottobre 2005. Nel disco sono incluse registrazioni effettuate nei concerti dell'Aula Magna (il 4 dicembre 2000), Hard Club (28 febbraio e 1º marzo 2001), Queima das Fitas di Porto (6 aprile 2001) e Centro Cultural Olga Cadaval (26 novembre 2004). Fu inoltre distribuita un'edizione limitata con DVD bonus con incluse riprese estratte dalla videoteca privata del gruppo.
Nel primo DVD del gruppo intitolato Gordo Segredo, uscito a ottobre, è inclusa la ripresa del concerto realizzato nel Grande Auditório do Centro Cultural Olga Cadaval, a Sintra.
Nel 2006 viene pubblicato il libro Curioso Clã con i testi del gruppo e del giornalista Nuno Galopim. Nello stesso anno il gruppo si esibisce in Francia, Brasile, Spagna e Macao. Il gruppo elabora una versione del tema Tortura de Amor del brasiliano Waldick Soriano per la compilation Eu Não Sou Cachorro Mesmo. Sempre nel 2006 viene pubblicato dalla Objecto Cardíaco il libro As Letras como Poesia di Vitorino Almeida Ventura, che si basa sui testi di Carlos Tê per i primi tre album dei Clã, reditati nel 2009 dalla Afrontamento.
Il gruppo ritorna nel 2007 con l'album Cintura, pubblicato il 1º ottobre. Il primo singolo è Tira a Teima con la collaborazione di Paulo Furtado.
Nel 2009 il gruppo tenta di internazionalizzarsi, partecipando al festival South by Southwest, nel Texas. Nello stesso anno Cintura viene pubblicato in Spagna con un adattamento della canzone Sexto Andar in spagnolo: Sexto Piso, a cui seguirono vari spettacoli. Alla fine dell'anno, si esibirono ancora in 3 concerti a San Paolo, nel SESC Pompeia, con invitati speciali: Zeca Baleiro, Arnaldo Antunes e Fernanda Takai e John Ulhoa (dei Pato Fu). Questi spettacoli avvennero dopo la pubblicazione della raccolta Catalogue Raisonné, avvenuta in Brasile il 16 giugno 2009.

### Gli anni 2010

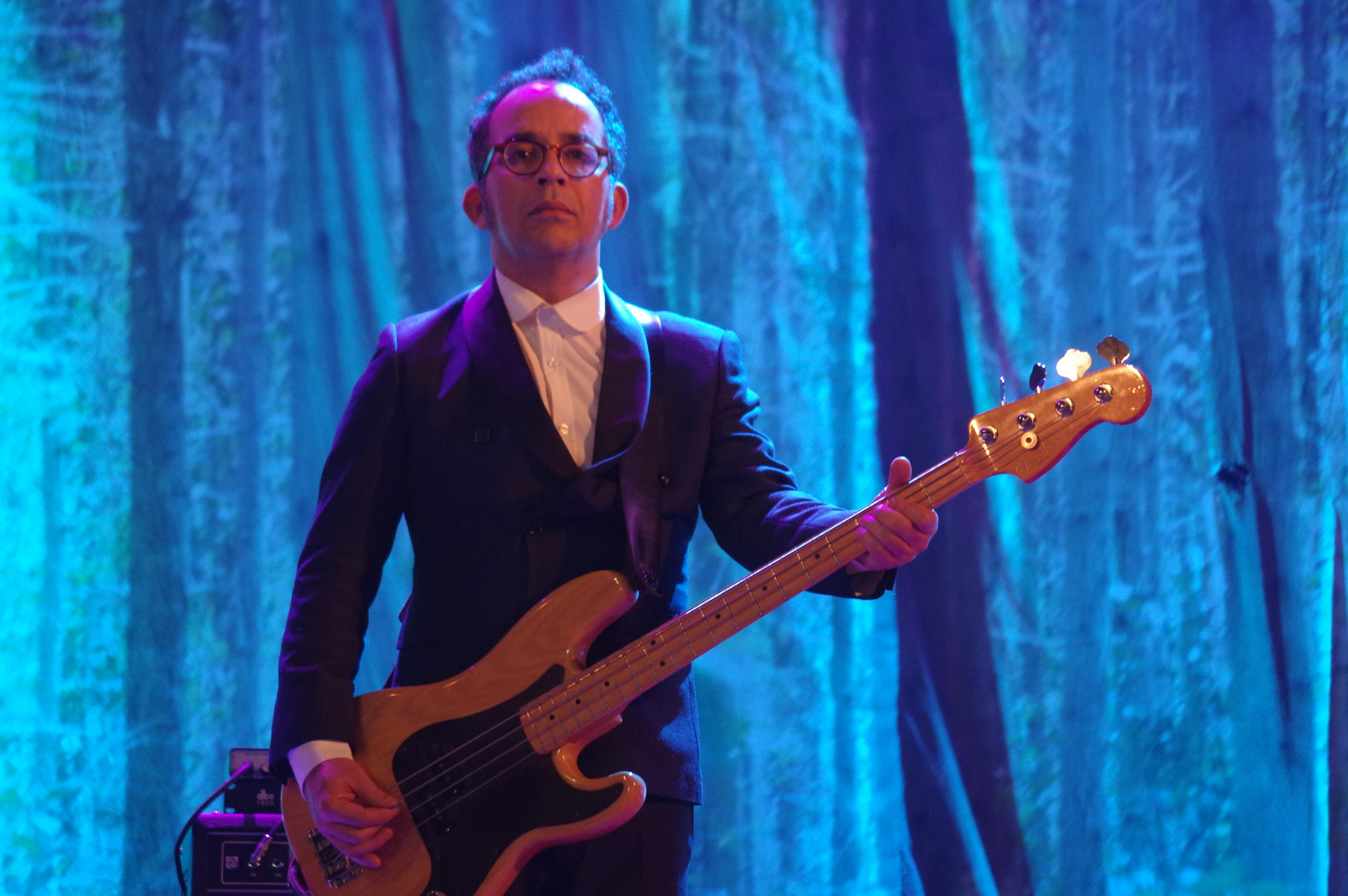
Pedro Rito, bassista

I Clã ritornano ai dischi e ai concerti con un progetto dedicato ai più giovani, Disco Voador. L'album fu considerato come secondo miglior album nazionale dell'anno dalla rivista Blitz.
Nel 2014 pubblicano l'album Corrente a cui segue un tour conclusosi con un concerto l'ultimo dell'anno 2015-2016 a Coimbra.

## Discografia

### Album in studio
- LusoQUALQUERcoisa (1996)
- Kazoo (1997)
- Lustro (2000)
- Rosa Carne (2004)
- Cintura (2007)
- Disco Voador  (2011)
- Corrente (2014)

### Album dal vivo
- Afinidades (2001)
- Vivo (2005)

### Raccolte
- Catalogue Raisonné (2009)

## Videografia
- Gordo Segredo (DVD, 2005)

## Premi e riconoscimenti
- Premi Blitz 96 - Nomination come Banda Rivelazione
- Premi Blitz 97 - Nomination come migliore Banda, Miglior canzone (Problema de Expressão) e Miglior Voce Femminile, attribuendo a Manuela Azevedo il premio per la migliore voce femminile nazionale.
- Premio Blitz 2000 - I Clã são sono i grandi vincitori della notte nelle categorie di Miglior voce femminile, Miglior Banda e Miglior Album (Lustro).
- Globo de Ouro 2001 - Miglior canzone con O Sopro do Coração.
- Nel 2006, ricevono il premio “Melhor Grupo” e “Melhor Canção” con la musica “Problema de Expressão”, nella categoria di Musicale, attribuito nel Galà The Best of Porto Archiviato il 10 febbraio 2018 in Internet Archive..
- Vincitori del Prémio Arco-íris 2011[2], della Associação ILGA Portugal, per il loro contributo nella lotta contro la discriminazione e l'omofobia, attraverso la música arco-íris.

## Formazione
- Fernando Gonçalves - batteria
- Hélder Gonçalves - transbaixos, basso elettrico, contrabasso, chitarre baritono, acustica e elettrica, tastiere, batteria, percussioni e voce Manuela Azevedo - voce, piano e percussioni
- Miguel Ferreira - sintetizzatori, piano e voce
- Pedro Biscaia - Hammond, Rhodes, Juno, Jupiter, SuperJX e MonoPoly
- Pedro Rito - basso